# Micelij
Micelij je vegetativni dio gljiva ili gljivolikih bakterijskih kolonija,  koji sadrži masu razgranatih niti, poput mreže ili klupka hifa. 
Gljivične kolonije sastavljene od micelija nalaze se u tlu i mnogim drugim supstratima. Tipska pojedinačna spora klije u monokarionski micelij, koji se ne može reproducirati seksualno. Kada se dva kompatibilna monokarionska micelija spoje i formiraju dikarionski, taj micelij može formirati plodna tijela gljiva. Micelij može biti minimalan, formirajući koloniju koja je premala da bi se mogla vidjeti ili može narasti toliko da prekrije na tisuće hektara kao u rodu Armillaria.
Kroz micelij, gljiva apsorbira hranjive tvari iz svoje okoline. To se događa u dvostupanjskom procesu. Prvo, hife izlučuju enzime ili na izvor hrane koji razgrađuju biološke polimere na manje jedinice kao što su monomeri. Ti se monomeri apsorbiraju u micelij olakšanom difuzijom i aktivnim transportom.
Miceliji imaju životnu važnost u kopnenim i vodenim ekosustavima, zbog njihove uloge u razlaganju biljnog materijala. Doprinose organskom udjelu tla, a njihov rast oslobađa ugljik-dioksid natrag u atmosferu. Ektomikorizni ekstramatrični micelij, kao i micelij mikoriznih gljiva važan su izvor hrane za mnoge beskralježnjake u tlu.
Sklerocij je kompaktna ili tvrda masa micelija.
Jedna od glavnih uloga gljiva u ekosustavu je razgradnja organskih spojeva. Naftni proizvodi i neki pesticidi (kontaminanti tla) su organske molekule (tj. izgrađene su na ugljičnoj strukturi) i na taj način imaju potencijalni izvor ugljika za gljive. Stoga one mogu iskorijeniti takve zagađivače iz svoje okoline, osim ako se kemikalije ne pokažu toksičnim i za njih. Ova biološka degradacija je proces poznat kao mikoremedijacija.
Za micelijsku prostirku pretpostavlja se, da ima potencijal bioloških filtera, jer uklanjaju kemikalije i mikroorganizme iz tla i vode. Takva upotreba micelija gljiva nazvana je mikofiltracija.
Poznavanje odnosa između mikoriznih gljiva i biljaka sugerira nove načine poboljšanja prinosa usjeva.